# Waldemar Pappusch
Waldemar Pappusch (* 25. Mai 1936 in Pönitz; † 12. Oktober 2024) war ein deutscher Handballspieler und -trainer.
In seine aktive Zeit fiel der Wechsel des Handballs vom Großfeld in die Halle.
Pappusch spielte beim ASK Vorwärts Berlin. Nach dem Umzug des Handballklubs nach Frankfurt (Oder) spielte er weiter beim ASK Vorwärts Frankfurt.
In der gemeinsamen deutschen Nationalmannschaft spielte Waldemar Pappusch bei der Feldhandball-Weltmeisterschaft (WM) 1959 (Weltmeister) und der Hallenhandball-WM 1961 (4. Platz). Für die Nationalmannschaft der DDR spielte er bei der Feldhandball-Weltmeisterschaft (WM) 1963, bei der er mit der Mannschaft der DDR Weltmeister wurde, und bei der Hallenhandball-WM 1964. 1963 wurde ihm der Vaterländische Verdienstorden in Bronze verliehen.
Nach seiner Karriere als Handballspieler wurde Waldemar Pappusch Trainer der DDR-Oberliga-Mannschaft des ASK.

## Belege
1. ↑  Traueranzeige in der Märkischen Oderzeitung vom 26. Oktober 2024, abgerufen am 26. Oktober 2024
2. 1 2  Statistik auf www.dhb.de
3. ↑  Statistik auf www.ihf.info (PDF; 77 kB)
4. ↑  Weltmeister und Friedensfahrer von Walter Ulbricht geehrt. In: Berliner Zeitung, 27. Juni 1963, S. 9

| Personendaten    | Personendaten                          |
| ---------------- | -------------------------------------- |
| NAME             | Pappusch, Waldemar                     |
| KURZBESCHREIBUNG | deutscher Handballspieler und -trainer |
| GEBURTSDATUM     | 25. Mai 1936                           |
| GEBURTSORT       | Pönitz                                 |
| STERBEDATUM      | 12. Oktober 2024                       |